# Ꚗ
Ꚗ (minuskule ꚗ) je již běžně nepoužívané písmeno cyrilice. V minulosti bylo používáno v abcházštině. Jedná se o variantu písmena Ш. V moderní abchazské cyrilici písmenu odpovídá spřežka Шә.